# Rob van Gameren
Rob van Gameren (Berlicum, 11 april 1989), is een Nederlands presentator die bekend is als sidekick van Rob Kamphues in het programma Formule 1 Café. Hierin had hij zijn eigen rubriek waar hij grappige en opvallende autosportmomenten laat zien. Vanaf 2022 is hij te zien als sidekick bij Ziggo Racecafe.
Vanaf tienjarige leeftijd volgde hij enthousiast het verloop van Formule 1 racewedstrijden. In 2012 kon hij aan de slag als stagiair bij Formule 1 Magazine. In 2018 kreeg hij landelijke bekendheid door zijn vaste rol bij het programma Formule 1 Café op Ziggo Sport. In 2021 vervulde hij de rol van “The Masked Simmer” in dit programma.
In augustus 2018 startte hij een petitie om de organisator ervan te overtuigen weer een Grand Prix in Nederland te laten plaatsvinden. Daarmee haalde hij in korte tijd 170.760 handtekeningen op, die hij vervolgens aanbood op het hoofdkantoor van de Formule 1-organisatie.